# Apocephalus quadriglumis
Apocephalus quadriglumis är en tvåvingeart som beskrevs av Borgmeier 1961. Apocephalus quadriglumis ingår i släktet Apocephalus och familjen puckelflugor. Inga underarter finns listade i Catalogue of Life.